# Quatrième circonscription de Vaucluse
La quatrième circonscription de Vaucluse est l'une des cinq circonscriptions législatives que compte le département français de Vaucluse (84), situé en région Provence-Alpes-Côte d'Azur.
Elle est représentée à l'Assemblée nationale, lors de la XVIIe législature de la Cinquième République, par Marie-France Lorho, candidate du Rassemblement national (RN).

## Description géographique
La quatrième circonscription du Vaucluse est créée par le découpage électoral de la loi no 86-1197 du 24 novembre 1986. Elle regroupe les divisions administratives suivantes : 
- Canton de Beaumes-de-Venise
- Canton de Bollène
- Canton de Malaucène
- Canton d'Orange-Est
- Canton d'Orange-Ouest
- Canton de Vaison-la-Romaine
- Canton de Valréas (celui-ci constituant une enclave dans le département voisin de la Drôme), soit au total quarante-huit communes.

L'ordonnance no 2009-935 du 29 juillet 2009, ratifiée par le Parlement français le 21 janvier 2010, n'a pas changée la composition de cette circonscription.

## Description démographique
D'après le recensement général de la population en 2022, réalisé par l'Institut national de la statistique et des études économiques (Insee), la population totale de la circonscription est estimée à 121 026 habitants,.

| Nom                        | Code Insee | Intercommunalité                       | Superficie (km2) | Population (dernière pop. légale) | Densité (hab./km2) |
| -------------------------- | ---------- | -------------------------------------- | ---------------- | --------------------------------- | ------------------ |
| Beaumes-de-Venise          | 84012      | CA Ventoux-Comtat Venaissin            | 18,89            | 2 428 (2022)                      | 129                |
| Beaumont-du-Ventoux        | 84015      | CA Ventoux-Comtat Venaissin            | 28,16            | 307 (2022)                        | 11                 |
| Brantes                    | 84021      | CC Vaison Ventoux                      | 28,18            | 86 (2022)                         | 3,1                |
| Bollène                    | 84019      | CC Rhône Lez Provence                  | 54,03            | 13 871 (2022)                     | 257                |
| Buisson                    | 84022      | CC Vaison Ventoux                      | 9,49             | 256 (2022)                        | 27                 |
| Caderousse                 | 84027      | CC du Pays Réuni d'Orange              | 32,39            | 2 541 (2022)                      | 78                 |
| Cairanne                   | 84028      | CC Vaison Ventoux                      | 22,51            | 1 121 (2022)                      | 50                 |
| Camaret-sur-Aigues         | 84029      | CC Aygues Ouvèze en Provence           | 17,53            | 4 549 (2022)                      | 259                |
| Châteauneuf-du-Pape        | 84037      | CC du Pays Réuni d'Orange              | 25,85            | 2 045 (2022)                      | 79                 |
| Crestet                    | 84040      | CC Vaison Ventoux                      | 11,48            | 418 (2022)                        | 36                 |
| Entrechaux                 | 84044      | CC Vaison Ventoux                      | 14,91            | 1 164 (2022)                      | 78                 |
| Faucon                     | 84045      | CC Vaison Ventoux                      | 8,65             | 454 (2022)                        | 52                 |
| Gigondas                   | 84049      | CA Ventoux-Comtat Venaissin            | 27,14            | 435 (2022)                        | 16                 |
| Grillon                    | 84053      | CC Enclave des Papes - Pays de Grignan | 14,92            | 1 724 (2022)                      | 116                |
| Jonquières                 | 84056      | CC du Pays Réuni d'Orange              | 23,87            | 5 213 (2022)                      | 218                |
| Lafare                     | 84059      | CA Ventoux-Comtat Venaissin            | 4,54             | 127 (2022)                        | 28                 |
| Lagarde-Paréol             | 84061      | CC Aygues Ouvèze en Provence           | 9,29             | 321 (2022)                        | 35                 |
| Lamotte-du-Rhône           | 84063      | CC Rhône Lez Provence                  | 11,97            | 397 (2022)                        | 33                 |
| Lapalud                    | 84064      | CC Rhône Lez Provence                  | 17,37            | 3 831 (2022)                      | 221                |
| La Roque-Alric             | 84100      | CA Ventoux-Comtat Venaissin            | 4,87             | 51 (2022)                         | 10                 |
| Le Barroux                 | 84008      | CA Ventoux-Comtat Venaissin            | 16,04            | 663 (2022)                        | 41                 |
| Malaucène                  | 84069      | CA Ventoux-Comtat Venaissin            | 45,33            | 2 759 (2022)                      | 61                 |
| Mondragon                  | 84078      | CC Rhône Lez Provence                  | 40,65            | 3 756 (2022)                      | 92                 |
| Mornas                     | 84083      | CC Rhône Lez Provence                  | 26,09            | 2 530 (2022)                      | 97                 |
| Orange                     | 84087      | CC du Pays Réuni d'Orange              | 74,2             | 29 357 (2022)                     | 396                |
| Piolenc                    | 84091      | CC Aygues Ouvèze en Provence           | 24,8             | 5 679 (2022)                      | 229                |
| Puyméras                   | 84094      | CC Vaison Ventoux                      | 14,59            | 584 (2022)                        | 40                 |
| Rasteau                    | 84096      | CC Vaison Ventoux                      | 18,81            | 791 (2022)                        | 42                 |
| Richerenches               | 84097      | CC Enclave des Papes - Pays de Grignan | 10,96            | 539 (2022)                        | 49                 |
| Roaix                      | 84098      | CC Vaison Ventoux                      | 5,83             | 622 (2022)                        | 107                |
| Sablet                     | 84104      | CC Vaison Ventoux                      | 11,1             | 1 433 (2022)                      | 129                |
| Saint-Léger-du-Ventoux     | 84110      | CC Vaison Ventoux                      | 19,29            | 27 (2022)                         | 1,4                |
| Saint-Marcellin-lès-Vaison | 84111      | CC Vaison Ventoux                      | 3,56             | 335 (2022)                        | 94                 |
| Saint-Romain-en-Viennois   | 84116      | CC Vaison Ventoux                      | 9                | 860 (2022)                        | 96                 |
| Saint-Roman-de-Malegarde   | 84117      | CC Vaison Ventoux                      | 8,21             | 339 (2022)                        | 41                 |
| Sainte-Cécile-les-Vignes   | 84106      | CC Aygues Ouvèze en Provence           | 19,82            | 2 639 (2022)                      | 133                |
| Savoillan                  | 84125      | CC Vaison Ventoux                      | 8,81             | 74 (2022)                         | 8,4                |
| Séguret                    | 84126      | CC Vaison Ventoux                      | 21,04            | 773 (2022)                        | 37                 |
| Sérignan-du-Comtat         | 84127      | CC Aygues Ouvèze en Provence           | 19,82            | 2 896 (2022)                      | 146                |
| Suzette                    | 84130      | CA Ventoux-Comtat Venaissin            | 6,75             | 111 (2022)                        | 16                 |
| Travaillan                 | 84134      | CC Aygues Ouvèze en Provence           | 17,65            | 721 (2022)                        | 41                 |
| Uchaux                     | 84135      | CC Aygues Ouvèze en Provence           | 18,48            | 1 702 (2022)                      | 92                 |
| Vacqueyras                 | 84136      | CA Ventoux-Comtat Venaissin            | 8,97             | 1 192 (2022)                      | 133                |
| Vaison-la-Romaine          | 84137      | CC Vaison Ventoux                      | 26,99            | 5 920 (2022)                      | 219                |
| Valréas                    | 84138      | CC Enclave des Papes - Pays de Grignan | 57,97            | 9 285 (2022)                      | 160                |
| Villedieu                  | 84146      | CC Vaison Ventoux                      | 11,38            | 480 (2022)                        | 42                 |
| Visan                      | 84150      | CC Enclave des Papes - Pays de Grignan | 41,07            | 1 875 (2022)                      | 46                 |
| Violès                     | 84149      | CC Aygues Ouvèze en Provence           | 14,79            | 1 745 (2022)                      | 118                |

## Contexte politique départemental

### Premier tour de l'élection présidentielle de 2022
| Marine Le Pen         | 29,43 % | 89 413 |
| Emmanuel Macron       | 22,01 % | 66 885 |
| Jean-Luc Mélenchon    | 20,75 % | 63 049 |
| Éric Zemmour          | 10,03 % | 30 473 |
| Yannick Jadot         | 3,99 %  | 12 128 |
| Valérie Pécresse      | 3,92 %  | 11 918 |
| Jean Lassalle         | 3,24 %  | 9 843  |
| Nicolas Dupont-Aignan | 2,27 %  | 6 896  |
| Fabien Roussel        | 2,06 %  | 6 247  |
| Anne Hidalgo          | 1,24 %  | 3 769  |
| Philippe Poutou       | 0,67 %  | 2 023  |
| Nathalie Arthaud      | 0,40 %  | 1 221  |

| Participation au scrutin                         | Vaucluse |
| ------------------------------------------------ | -------- |
| Taux de participation                            | 75,30 %  |
| Taux d'abstention                                | 24,70 %  |
| Votes blancs (en pourcentage des votes exprimés) | 1,40 %   |
| Votes nuls (en pourcentage des votes exprimés)   | 0,56 %   |
| Nombre de votants                                | 309 957  |

### Second tour de l'élection présidentielle de 2022
| Marine Le Pen   | 52,00 % | 145 707 |
| Emmanuel Macron | 48,00 % | 134 476 |

| Participation au scrutin                         | Vaucluse |
| ------------------------------------------------ | -------- |
| Taux de participation                            | 74,06 %  |
| Taux d'abstention                                | 25,94 %  |
| Votes blancs (en pourcentage des votes exprimés) | 6,05 %   |
| Votes nuls (en pourcentage des votes exprimés)   | 2,07 %   |
| Nombre de votants                                | 304 938  |

## Historique des députations
| Législature | Début de mandat  | Fin de mandat    | Député                                | Parti politique | Observations |
| ----------- | ---------------- | ---------------- | ------------------------------------- | --------------- | --- |
| VIIe        | 2 juillet 1981   | 1er avril 1986   | Jean Gatel puis Jean-Pierre Lambertin | PS              | Le titulaire Jean Gatel étant nommé au Gouvernement, son suppléant lui succède du 5 novembre 1983 au 1er avril 1986.                                           |
| VIIIe       | 2 avril 1986     | 14 mai 1988      | Aucun                                 |                 | Proportionnelle par département, pas de député par circonscription. Mandat écourté à la suite d'une dissolution parlementaire décidée par François Mitterrand. |
| IXe         | 23 juin 1988     | 1er avril 1993   | Jean Gatel                            | PS              | |
| Xe          | 2 avril 1993     | 21 avril 1997    | Thierry Mariani                       | RPR             | Maire de Valréas. Mandat écourté à la suite d'une dissolution parlementaire décidée par Jacques Chirac.                                                        |
| XIe         | 12 juin 1997     | 18 juin 2002     | Thierry Mariani,                      | RPR,            | Maire de Valréas, conseiller général du canton de Valréas. |
| XIIe        | 19 juin 2002     | 19 juin 2007     | Thierry Mariani,                      | UMP,            | Conseiller régional, maire de Valréas. |
| XIIIe       | 2 avril 1993     | 14 décembre 2010 | Thierry Mariani,                      | UMP,            | Conseiller régional, nommé dans le troisième gouvernement François Fillon.                                                                                     |
| XIIIe       | 15 décembre 2010 | 17 juin 2012     | Paul Durieu,                          | UMP,            | Conseiller régional, nommé dans le troisième gouvernement François Fillon.                                                                                     |
| XIVe        | 20 juin 2012     | 20 juin 2017     | Jacques Bompard                       | LS              | Maire d'Orange. |
| XVe         | 21 juin 2017     | 21 août 2017     | Jacques Bompard                       | LS              | Maire d'Orange. Démissionnaire à compter du 21 août 2017, pour respecter la loi sur le cumul des mandats.                                                      |
| XVe         | 22 août 2017     | 21 juin 2022     | Marie-France Lorho                    | LS              | Maire d'Orange. Démissionnaire à compter du 21 août 2017, pour respecter la loi sur le cumul des mandats.                                                      |

## Historique des élections
Voici la liste des résultats des élections législatives dans la circonscription depuis le découpage électoral de 1986 : 

### Élections de 1988
| Candidat       | Candidat          | Parti          | Premier tour | Premier tour | Second tour | Second tour |  |
| Candidat       | Candidat          | Parti          | Voix         | %            | Voix        | %           |  |
| -------------- | ----------------- | -------------- | ------------ | ------------ | ----------- | ----------- |  |
|                | Jean Gatel élu    | PS             | 16 564       | 34,69        | 26 026      | 50,57       |  |
|                | Thierry Mariani   | RPR (URC)      | 13 350       | 27,96        | 25 439      | 49,43       |  |
|                | Jacques Bompard   | FN             | 8 767        | 18,36        | Retrait     | Retrait     |  |
|                | Georges Sabatier  | PCF            | 6 167        | 12,92        |             |             |  |
|                | Olga Hermitte     | UDF (PR)       | 2 302        | 4,82         |             |             |  |
|                | Hugues d'Alauzier | Extrême droite | 599          | 1,25         |             |             |  |
|                | Gérard Auger      | PRG            | 0            | 0            |             |             |  |
|                |                   |                |              |              |             |             |  |
| Inscrits       | Inscrits          | Inscrits       | 69 518       | 100,00       | 69 486      | 100,00      |  |
| Abstentions    | Abstentions       | Abstentions    | 20 725       | 29,81        | 16 436      | 23,65       |  |
| Votants        | Votants           | Votants        | 48 793       | 70,19        | 53 050      | 76,35       |  |
| Blancs et nuls | Blancs et nuls    | Blancs et nuls | 1 044        | 2,14         | 1 585       | 2,99        |  |
| Exprimés       | Exprimés          | Exprimés       | 47 749       | 97,86        | 51 465      | 97,01       |  |

Le suppléant de Jean Gatel était Jean-Pierre Lambertin, ancien député de la Troisième circonscription de Vaucluse (1983-1986).

### Élections de 1993
|                | Thierry Mariani élu     | RPR (UPF)      | 19 415 | 39,08  | 25 423 | 48,90  |  |  |  |  |  |
|                | Jean Gatel sortant      | PS (ADFP)      | 10 064 | 20,26  | 17 712 | 34,07  |  |  |  |  |  |
|                | Marie-Claude Bompard    | FN             | 9 525  | 19,17  | 8 854  | 17,03  |  |  |  |  |  |
|                | Georges Sabatier        | PCF            | 5 250  | 10,57  |        |        |  |  |  |  |  |
|                | Serge Boyer             | Les Verts (EÉ) | 3 192  | 6,42   |        |        |  |  |  |  |  |
|                | Marie-Christine Kriegel | LT-LNÉ         | 1 203  | 2,42   |        |        |  |  |  |  |  |
|                | Serge Lafont            | Extrême droite | 386    | 0,78   |        |        |  |  |  |  |  |
|                | Fatima Bouhassoun       | Divers (FP)    | 338    | 0,68   |        |        |  |  |  |  |  |
|                | Yves Boissier           | Divers         | 313    | 0,63   |        |        |  |  |  |  |  |
|                |                         |                |        |        |        |        |  |  |  |  |  |
| Inscrits       | Inscrits                | Inscrits       | 71 898 | 100,00 | 71 882 | 100,00 |  |  |  |  |  |
| Abstentions    | Abstentions             | Abstentions    | 19 497 | 27,12  | 17 100 | 23,79  |  |  |  |  |  |
| Votants        | Votants                 | Votants        | 52 401 | 72,88  | 54 782 | 76,21  |  |  |  |  |  |
| Blancs et nuls | Blancs et nuls          | Blancs et nuls | 2 715  | 5,18   | 2 793  | 5,1    |  |  |  |  |  |
| Exprimés       | Exprimés                | Exprimés       | 49 686 | 94,82  | 51 989 | 94,9   |  |  |  |  |  |

Le suppléant de Thierry Mariani était Paul Durieu, vigneron, responsable agricole, maire de Camaret-sur-Aygues.

### Élections de 1997
|                | Thierry Mariani sortant réélu | RPR            | 14 909 | 29,42  | 21 546 | 38,87  |  |  |  |  |
|                | Jacques Bompard               | FN             | 14 591 | 28,79  | 14 062 | 25,37  |  |  |  |  |
|                | Jean-Pierre Lambertin         | PS             | 11 603 | 22,89  | 19 825 | 35,76  |  |  |  |  |
|                | Pierre Mercier                | PCF            | 4 459  | 8,80   |        |        |  |  |  |  |
|                | Serge Boyer                   | Les Verts      | 1 712  | 3,38   |        |        |  |  |  |  |
|                | Jean-Claude Thiodet           | MPF (LDI)      | 1 131  | 2,23   |        |        |  |  |  |  |
|                | Claire Galot                  | LT-LNÉ         | 776    | 1,53   |        |        |  |  |  |  |
|                | Lucien Chevalier              | MDC            | 752    | 1,48   |        |        |  |  |  |  |
|                | Paul Baruc                    | GÉ             | 748    | 1,48   |        |        |  |  |  |  |
|                |                               |                |        |        |        |        |  |  |  |  |
| Inscrits       | Inscrits                      | Inscrits       | 72 082 | 100,00 | 72 071 | 100,00 |  |  |  |  |
| Abstentions    | Abstentions                   | Abstentions    | 19 108 | 26,51  | 14 994 | 20,8   |  |  |  |  |
| Votants        | Votants                       | Votants        | 52 974 | 73,49  | 57 077 | 79,2   |  |  |  |  |
| Blancs et nuls | Blancs et nuls                | Blancs et nuls | 2 293  | 4,33   | 1 644  | 2,88   |  |  |  |  |
| Exprimés       | Exprimés                      | Exprimés       | 50 681 | 95,67  | 55 433 | 97,12  |  |  |  |  |

Le suppléant de Thierry Mariani était Paul Durieu.

### Élections de 2002

#### Sondages
| Organisme de sondage | Date              | Échantillon | Robin | Lambertin | Bensi | Ruiz  | Oudom | Bourdais | Calvani | Mariani | Barthelemy | Pegon | Bompard | Cros |
| -------------------- | ----------------- | ----------- | ----- | --------- | ----- | ----- | ----- | -------- | ------- | ------- | ---------- | ----- | ------- | ---- |
| Organisme de sondage | Date              | Échantillon |       |           |       |       |       |          |         |         |            |       |         |      |
| CSA                  | 29 et 30 mai 2002 | 539         | 2 %   | 27 %      | 0,5 % | 0,5 % | 0,5 % | 1 %      | 0,5 %   | 33 %    | 0,5 %      | 1,5 % | 32 %    | 1 %  |

Dans un sondage, Thierry Mariani et Jacques Bompard serait tous les deux au second tour. Le candidat UMP l'emporterai en duel avec 60 % des voix contre 40 % pour le candidat frontiste. Ce sondage indique aussi la possibilité d'une triangulaire avec le candidat PS. Dans ce cas de figure, Thierry Mariani l'emporterait avec 36 % suivi de Jacques Bompard avec 34 % et de Jean-Pierre Lambertin avec 30 % des intentions de vote.

#### Résultats
|                | Thierry Mariani sortant réélu | UMP                        | 18 471 | 35,23  | 26 434  | 57,62   |  |  |  |  |  |
|                | Jacques Bompard               | FN                         | 17 855 | 34,06  | 19 439  | 42,38   |  |  |  |  |  |
|                | Jean-Pierre Lambertin         | PS                         | 13 135 | 25,08  | Retrait | Retrait |  |  |  |  |  |
|                | Élisabeth Robin               | LO                         | 600    | 1,14   |         |         |  |  |  |  |  |
|                | Marie-Josée Cros              | MNR                        | 533    | 1,02   |         |         |  |  |  |  |  |
|                | Renée Bensi                   | Divers écologiste (LT-LNÉ) | 520    | 0,99   |         |         |  |  |  |  |  |
|                | Nathalie Pegon                | CPNT                       | 442    | 0,84   |         |         |  |  |  |  |  |
|                | René Ruiz                     | Divers écologiste          | 219    | 0,42   |         |         |  |  |  |  |  |
|                | Jean-Charles Oudom            | Divers écologiste          | 173    | 0,33   |         |         |  |  |  |  |  |
|                | Nathalis Bourdais             | Divers écologiste (MÉI)    | 164    | 0,31   |         |         |  |  |  |  |  |
|                | Josiane Calvani               | Divers écologiste (GÉ)     | 156    | 0,30   |         |         |  |  |  |  |  |
|                | Mireille Barthelemy           | Divers droite (CNIP)       | 155    | 0,30   |         |         |  |  |  |  |  |
|                |                               |                            |        |        |         |         |  |  |  |  |  |
| Inscrits       | Inscrits                      | Inscrits                   | 76 293 | 100,00 | 76 284  | 100,00  |  |  |  |  |  |
| Abstentions    | Abstentions                   | Abstentions                | 22 691 | 29,74  | 26 033  | 34,13   |  |  |  |  |  |
| Votants        | Votants                       | Votants                    | 53 602 | 70,26  | 50 251  | 65,87   |  |  |  |  |  |
| Blancs et nuls | Blancs et nuls                | Blancs et nuls             | 1 179  | 2,20   | 4 378   | 8,71    |  |  |  |  |  |
| Exprimés       | Exprimés                      | Exprimés                   | 52 423 | 97,80  | 45 873  | 91,29   |  |  |  |  |  |

### Élections de 2007

#### Sondages
| Organisme de sondage | Date                 | Échantillon | Moulet | Robin | Clerc | Haloui | Meffre | Perello | Carvou | Hautant | Courbet | Roticci | Mariani | Bompard | Gueguen |
| -------------------- | -------------------- | ----------- | ------ | ----- | ----- | ------ | ------ | ------- | ------ | ------- | ------- | ------- | ------- | ------- | ------- |
| Organisme de sondage | Date                 | Échantillon |        |       |       |        |        |         |        |         |         |         |         |         |         |
| BVA                  | 31 mai - 2 juin 2007 | 605         | 0,5 %  | 1,5 % | 1 %   | 2 %    | 24 %   | 0,5 %   | 2 %    | 0,5 %   | 1 %     | 3 %     | 40 %    | 19 %    | 5 %     |

Pour le second tour, 3 cas de figures sont envisagés dans un sondage: 2 duels et une triangulaire. La triangulaire se déroulerait entre Thierry Mariani, Pierre Meffre et Jacques Bompard. C'est le candidat UMP qui l'emporterait avec 46 % des voix suivi par le candidat socialiste avec 32 %. Jacques Bompard obtiendrait 22 % des intentions de vote.
Ce sondage indique la possibilité de deux duels : Thierry Mariani serait en duel soit contre Pierre Meffre soit contre Jacques Bompard. Le candidat UMP obtiendrait 63 % des voix contre 37 % pour Pierre Meffre. Il obtiendrait 69 % s'il était face à Jacques Bompard.

#### Résultats
|                | Thierry Mariani sortant réélu | UMP                        | 21 125 | 41,36  | 28 462 | 60,18  |  |  |  |  |  |
|                | Pierre Meffre                 | PS                         | 10 388 | 20,34  | 18 835 | 39,82  |  |  |  |  |  |
|                | Jacques Bompard               | MPF                        | 10 072 | 19,72  |        |        |  |  |  |  |  |
|                | Roland Roticci                | UDF–MoDem                  | 2 451  | 4,80   |        |        |  |  |  |  |  |
|                | Emmanuelle Gueguen            | FN                         | 2 268  | 4,44   |        |        |  |  |  |  |  |
|                | Fabienne Haloui               | PCF                        | 1 474  | 2,89   |        |        |  |  |  |  |  |
|                | Stéphanie Clerc               | Extrême gauche (LCR)       | 838    | 1,64   |        |        |  |  |  |  |  |
|                | Chantal Courbet               | CPNT                       | 708    | 1,39   |        |        |  |  |  |  |  |
|                | Betty Carvou                  | Divers écologiste (LT-LNÉ) | 594    | 1,16   |        |        |  |  |  |  |  |
|                | Anne-Marie Hautant            | Régionaliste (PO)          | 363    | 0,71   |        |        |  |  |  |  |  |
|                | Franck Moulet                 | Extrême gauche (GA)        | 327    | 0,64   |        |        |  |  |  |  |  |
|                | Élisabeth Robin               | Extrême gauche (LO)        | 244    | 0,48   |        |        |  |  |  |  |  |
|                | Laurent Perello               | Divers (LFA)               | 221    | 0,43   |        |        |  |  |  |  |  |
|                |                               |                            |        |        |        |        |  |  |  |  |  |
| Inscrits       | Inscrits                      | Inscrits                   | 82 860 | 100,00 | 82 854 | 100,00 |  |  |  |  |  |
| Abstentions    | Abstentions                   | Abstentions                | 30 752 | 37,11  | 32 569 | 39,31  |  |  |  |  |  |
| Votants        | Votants                       | Votants                    | 52 108 | 62,89  | 50 285 | 60,69  |  |  |  |  |  |
| Blancs et nuls | Blancs et nuls                | Blancs et nuls             | 1 035  | 1,99   | 2 988  | 5,94   |  |  |  |  |  |
| Exprimés       | Exprimés                      | Exprimés                   | 51 073 | 98,01  | 47 297 | 94,06  |  |  |  |  |  |

### Élections de 2012
Le député sortant Paul Durieu, suppléant de Thierry Mariani (membre du gouvernement de novembre 2010 à mai 2012) depuis 1993, n'a pas obtenu l'investiture de l'UMP et se présente en tant que dissident.
| Candidat       | Candidat                | Parti                | Premier tour | Premier tour | Second tour | Second tour |  |
| Candidat       | Candidat                | Parti                | Voix         | %            | Voix        | %           |  |
| -------------- | ----------------------- | -------------------- | ------------ | ------------ | ----------- | ----------- |  |
|                | Pierre Meffre           | PS                   | 13 125       | 25,16        | 20 861      | 41,23       |  |
|                | Jacques Bompard élu     | LS (diss. UMP)       | 12 266       | 23,51        | 29 738      | 58,77       |  |
|                | Bénédicte Martin        | UMP (PRV, CPNT)      | 10 667       | 20,45        |             |             |  |
|                | Annie-France Soulet     | RBM (FN)             | 8 495        | 16,28        |             |             |  |
|                | Fabienne Haloui         | FG (PCF)             | 3 369        | 6,46         |             |             |  |
|                | Paul Durieu sortant     | diss. UMP ,          | 2 180        | 4,18         |             |             |  |
|                | Sylvie Tritto           | CpF (MoDem)          | 724          | 1,39         |             |             |  |
|                | Johannes Van Arkel      | PFE                  | 561          | 1,08         |             |             |  |
|                | David Tricot            | Divers (PRD)         | 275          | 0,53         |             |             |  |
|                | Nathalie Laclau         | LO                   | 219          | 0,42         |             |             |  |
|                | Laurent Michel Concetti | Extrême droite       | 147          | 0,28         |             |             |  |
|                | Jacques Fortin          | NPA                  | 129          | 0,25         |             |             |  |
|                | Richard Pawlowsky       | Divers (Résistances) | 8            | 0,02         |             |             |  |
|                |                         |                      |              |              |             |             |  |
| Inscrits       | Inscrits                | Inscrits             | 86 087       | 100,00       | 86 180      | 100,00      |  |
| Abstentions    | Abstentions             | Abstentions          | 33 080       | 38,43        | 33 202      | 38,53       |  |
| Votants        | Votants                 | Votants              | 53 007       | 61,57        | 52 978      | 61,47       |  |
| Blancs et nuls | Blancs et nuls          | Blancs et nuls       | 842          | 1,59         | 2 379       | 4,49        |  |
| Exprimés       | Exprimés                | Exprimés             | 52 165       | 98,41        | 50 599      | 95,51       |  |

Lors du premier tour, compte tenu de la participation, les 10 761 voix représentent 20,63 % des suffrages exprimés. Seuls Pierre Meffre et Jacques Bompard dépassent ce seuil et accèdent donc au second tour. La candidate UMP Bénédicte Martin ayant obtenu un score de 12,39 % des inscrits, est éliminée.

### Élections de 2017
Les élections législatives françaises de 2017 ont lieu les dimanches 11 et 18 juin 2017.
|                                                                           |                                                                                               |                           |                           |                          |                          |
|                                                                           |                                                                                               | Premier tour 11 juin 2017 | Premier tour 11 juin 2017 | Second tour 18 juin 2017 | Second tour 18 juin 2017 |
|                                                                           |                                                                                               |                           |                           |                          |                          |
|                                                                           |                                                                                               | Nombre                    | % des inscrits            | Nombre                   | % des inscrits           |
| Inscrits                                                                  | Inscrits                                                                                      | 88 791                    | 100,00                    | 88 777                   | 100,00                   |
| Abstentions                                                               | Abstentions                                                                                   | 45 192                    | 50,90                     | 47 952                   | 54,01                    |
| Votants                                                                   | Votants                                                                                       | 43 599                    | 49,10                     | 40 825                   | 45,99                    |
|                                                                           |                                                                                               |                           | % des votants             |                          | % des votants            |
| Bulletins blancs                                                          | Bulletins blancs                                                                              | 833                       | 1,91                      | 2 290                    | 5,61                     |
| Bulletins nuls                                                            | Bulletins nuls                                                                                | 207                       | 0,47                      | 751                      | 1,84                     |
| Suffrages exprimés                                                        | Suffrages exprimés                                                                            | 42 559                    | 97,61                     | 37 784                   | 92,55                    |
|                                                                           |                                                                                               |                           |                           |                          |                          |
| Candidat Étiquette politique (partis et alliances)                        | Candidat Étiquette politique (partis et alliances)                                            | Voix                      | % des exprimés            | Voix                     | % des exprimés           |
|                                                                           |                                                                                               |                           |                           |                          |                          |
|                                                                           | Carole Normani La République en marche                                                        | 10 744                    | 25,24                     | 18 754                   | 49,63                    |
|                                                                           | Jacques Bompard (député sortant) Extrême droite (Ligue du Sud)                                | 8 152                     | 19,15                     | 19 030                   | 50,37                    |
|                                                                           | Catherine Candela Front national                                                              | 7 711                     | 18,12                     |                          |                          |
|                                                                           | Jean-François Perilhou Les Républicains (Union des démocrates et indépendants)                | 5 096                     | 11,97                     |                          |                          |
|                                                                           | Farid Faryssy La France insoumise                                                             | 3 458                     | 8,13                      |                          |                          |
|                                                                           | Marlène Thibaud Parti socialiste (Parti radical de gauche - Mouvement républicain et citoyen) | 1 668                     | 3,92                      |                          |                          |
|                                                                           | Myriam Henri Gros Divers droite                                                               | 1 621                     | 3,81                      |                          |                          |
|                                                                           | Fabienne Haloui Parti communiste français                                                     | 1 094                     | 2,57                      |                          |                          |
|                                                                           | Serge Marolleau Europe Écologie Les Verts                                                     | 986                       | 2,32                      |                          |                          |
|                                                                           | Marie-Charlotte Lesergent Debout la France                                                    | 675                       | 1,59                      |                          |                          |
|                                                                           | Betty Carvou Écologiste (Confédération pour l'homme, l'animal et la planète)                  | 631                       | 1,48                      |                          |                          |
|                                                                           | Anne-Marie Hautant Régionaliste (Partit occitan)                                              | 280                       | 0,66                      |                          |                          |
|                                                                           | Béatrice Farge Lutte ouvrière                                                                 | 198                       | 0,47                      |                          |                          |
|                                                                           | Muriel Hermier Divers (Union populaire républicaine)                                          | 181                       | 0,43                      |                          |                          |
|                                                                           | Serge Noudelberg Divers droite (Nous Citoyens)                                                | 64                        | 0,15                      |                          |                          |
| Source : Ministère de l'Intérieur - Quatrième circonscription de Vaucluse |                                                                                               |                           |                           |                          |                          |

### Élections de 2022
Les élections législatives françaises de 2022 ont lieu les dimanches 12 et 19 juin 2022.
| Résultats des élections législatives des 12 et 19 juin 2022 de la 4e circonscription de Vaucluse |                          |                          |                          |              |              |             |             |
| Candidat                                                                                         | Candidat                 | Parti et coalition       | Nuance                   | Premier tour | Premier tour | Second tour | Second tour |
| Candidat                                                                                         | Candidat                 | Parti et coalition       | Nuance                   | Voix         | %            | Voix        | %           |
|                                                                                                  | Marie-France Lorho       | LS                       | RN                       | 16 850       | 41,01        | 21 878      | 56,96       |
|                                                                                                  | Violaine Richard         | LREM (ENS)               | ENS                      | 10 381       | 25,27        | 16 529      | 43,04       |
|                                                                                                  | Monia Galvez             | LFI (NUPES)              | NUP                      | 7 453        | 18,14        |             |             |
|                                                                                                  | Roger Rossin             | LR (UDC)                 | LR                       | 3 152        | 7,67         |             |             |
|                                                                                                  | Betty Carvou             | LT-LNE (TUPV)            | ECO                      | 1 062        | 2,59         |             |             |
|                                                                                                  | Anne Marie Hautant       | OLP (RPS)                | REG                      | 611          | 1,49         |             |             |
|                                                                                                  | Marc Governatori         | EAC                      | ECO                      | 601          | 1,46         |             |             |
|                                                                                                  | Nicolas Petillot         | LO                       | DXG                      | 483          | 1,18         |             |             |
|                                                                                                  | Alexandre Rigord         | PA                       | ECO                      | 446          | 1,09         |             |             |
|                                                                                                  | Jean-Marie Wailly        | SE                       | DIV                      | 44           | 0,11         |             |             |
| Votes valides                                                                                    | Votes valides            | Votes valides            | Votes valides            | 41 083       | 97,36        | 38 407      | 92,21       |
| Votes blancs                                                                                     | Votes blancs             | Votes blancs             | Votes blancs             | 905          | 2,14         | 2 560       | 6,15        |
| Votes nuls                                                                                       | Votes nuls               | Votes nuls               | Votes nuls               | 209          | 0,50         | 685         | 1,64        |
| Total                                                                                            | Total                    | Total                    | Total                    | 42 197       | 100          | 41 652      | 100         |
| Abstention                                                                                       | Abstention               | Abstention               | Abstention               | 48 206       | 53,32        | 48 770      | 53,94       |
| Inscrits / participation                                                                         | Inscrits / participation | Inscrits / participation | Inscrits / participation | 90 403       | 46,68        | 90 422      | 46,06       |

### Élections de 2024
| Candidat                 | Candidat                           | Parti et coalition       | Nuance                   | Premier tour | Premier tour | Second tour | Second tour |
| Candidat                 | Candidat                           | Parti et coalition       | Nuance                   | Voix         | %            | Voix        | %           |
| ------------------------ | ---------------------------------- | ------------------------ | ------------------------ | ------------ | ------------ | ----------- | ----------- |
|                          | Marie-France Lorho sortante réélue | RN                       | RN                       | 30 192       | 49,89        | 35 853      | 65,43       |
|                          | Monia Galvez                       | LFI (NFP)                | UG                       | 11 887       | 19,64        | 18 946      | 34,57       |
|                          | Lise Chauvot                       | RE (ENS)                 | ENS                      | 10 449       | 17,27        |             |             |
|                          | David Marseille                    | LR                       | LR                       | 2 685        | 4,44         |             |             |
|                          | Marie-Claude Bompard               | LS (REC)                 | REC                      | 2 125        | 3,51         |             |             |
|                          | Bruno Coulon                       | UDI                      | UDI                      | 1 893        | 3,13         |             |             |
|                          | Anne-Marie Hautant                 | OP (R&PS)                | REG                      | 729          | 1,20         |             |             |
|                          | Nicolas Petillot                   | LO                       | EXG                      | 556          | 0,92         |             |             |
|                          |                                    |                          |                          |              |              |             |             |
| Suffrages exprimés       | Suffrages exprimés                 | Suffrages exprimés       | Suffrages exprimés       | 60 516       | 96,92        | 54 799      | 88,92       |
| Votes blancs             | Votes blancs                       | Votes blancs             | Votes blancs             | 1 412        | 2,26         | 5 570       | 9,04        |
| Votes nuls               | Votes nuls                         | Votes nuls               | Votes nuls               | 510          | 0,82         | 1 257       | 2,04        |
| Total                    | Total                              | Total                    | Total                    | 62 438       | 100          | 61 626      | 100         |
| Abstention               | Abstention                         | Abstention               | Abstention               | 28 196       | 31,11        | 29 027      | 32,02       |
| Inscrits / participation | Inscrits / participation           | Inscrits / participation | Inscrits / participation | 90 634       | 68,89        | 90 653      | 67,98       |